# Christina Seufert
Christina Seufert, född den 13 januari 1957 i Sacramento, är en amerikansk simhoppare.
Hon tog OS-brons i svikthopp i samband med de olympiska simhoppstävlingarna 1984 i Los Angeles.